# Шадковиці-Кольонія
Шадковиці-Кольонія (пол. Szadkowice-Kolonia) — село в Польщі, у гміні Шадек Здунськовольського повіту Лодзинського воєводства.
У 1975-1998 роках село належало до Серадзького воєводства.